# Barbara Nowak
Barbara Nowak, coniugata Rogowska e, successivamente, Wiśniewska (Cracovia, 4 marzo 1947), è un'ex cestista polacca.
È stata la moglie di Waldemar Wiśniewski.

## Carriera
Con la Polonia ha disputato quattro edizioni dei Campionati europei (1968, 1970, 1972, 1974).